# Économie de l'Eswatini
L'économie de l'Eswatini reste très dépendante de son voisin immédiat, l'Afrique du Sud avec qui ce pays partage une très grande part de sa frontière. Les importations vers ce pays représentent les 9/10e de ses importations totales et 3/4 des exportations de l'Eswatini se font également avec ce partenaire privilégié. Malgré tout, l'économie connaît tout de même une certaine diversification de ses débouchés notamment à travers une ouverture assez forte vers l'Union européenne, son second partenaire commercial avec 14,2 % des exportations.
La devise de l'Eswatini est le lilangeni, à parité avec le rand sud-africain (13,9 rand pour 1 dollar en 2016). Malgré un développement de l'industrie depuis les années 1980, le secteur primaire dans ce pays emploie encore 80 % des actifs bien que celui-ci ne représente que 16,4 % du PNB.
Les industries de service atteignent elles plus de 40 % du PNB total qui s'élève à 1,4 million de dollars en 2001.
La  croissance quant à elle s'élève à 1,6 % en 2001. L'économie de l'Eswatini est caractérisée par un très lourd taux de chômage (34 % ; 170e rang mondial en 2004).
La production est surtout agricole (canne à sucre, coton, tabac, riz) mais également industrielle (matières premières, textiles, etc.). Mais les exportations qui représentent une entrée d'argent de plus ou moins 1,57 milliard de dollars ne couvrent pas le coût des importations qui représentent approximativement 1,643 milliard de dollars ; la balance commerciale est donc déficitaire de 73 millions de dollars. Des entreprises étrangères implantées dans le pays, comme Coca-Cola, bénéficient d'un taux d'imposition très faible

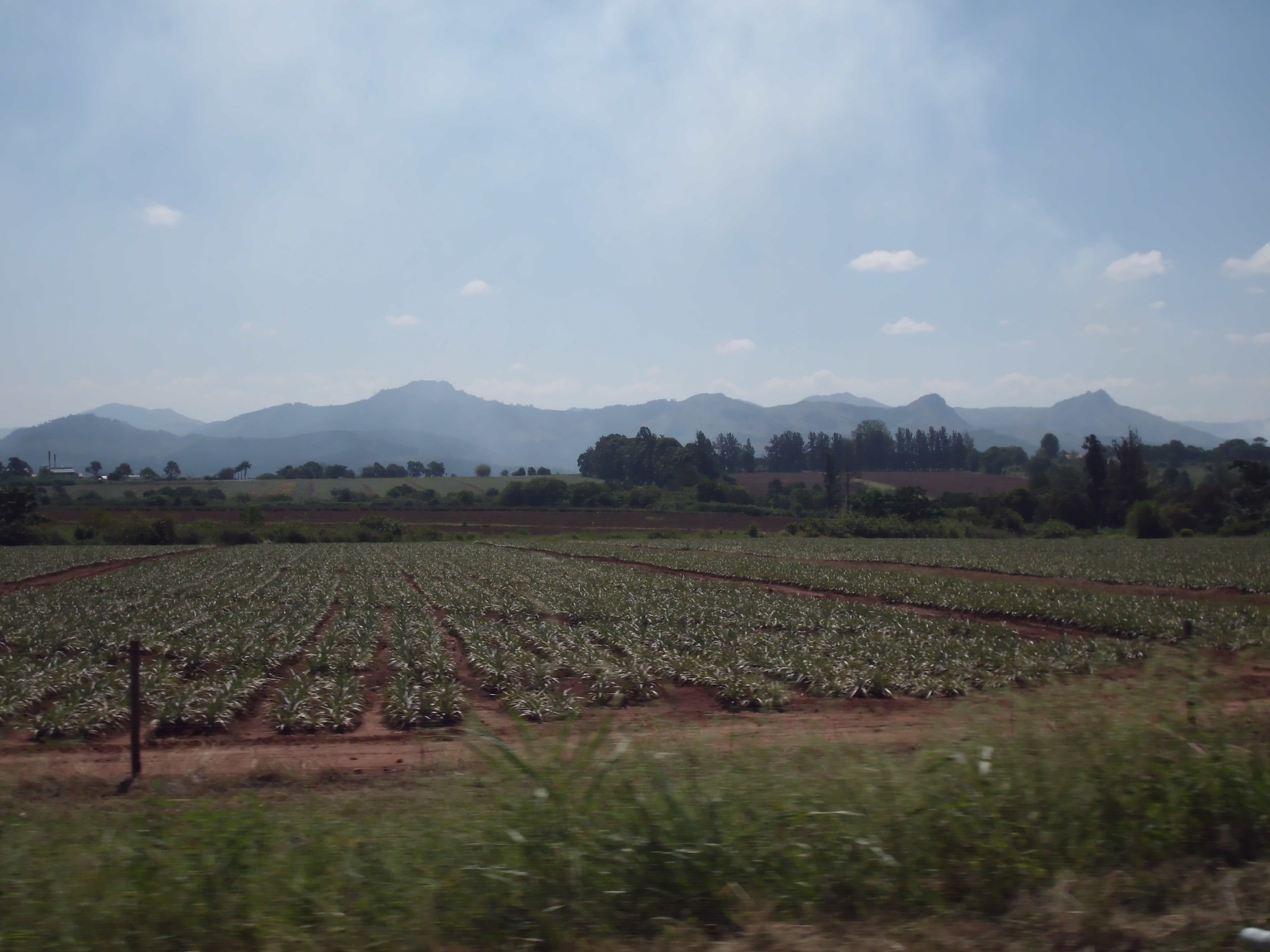
Plantation d'ananas.

La culture de la canne à sucre, principale ressource du pays, asservit cependant une partie de la population : expulsions forcées de communautés rurales pour aménager les plantations, travail des enfants, semaines de travail allant jusqu'à 60 heures, etc. La Confédération syndicale internationale évoque « des conditions de travail ardues et malsaines, des salaires misérables et une répression violente de toute tentative de syndicalisation ».
L'Eswatini doit faire face à des problèmes de développement importants. Au 144e rang mondial en 2021 pour l'IDH, malgré une aide internationale en 2001 de 104 millions de dollars, ce pays possède encore le 42e plus fort taux de mortalité infantile du monde après le Burundi et la Mauritanie (69,27 pour mille). Avec une espérance de vie de 35,65 ans en 2004, l'Eswatini se situe en lanterne rouge des pays du monde (225e rang mondial). Par ailleurs, les deux tiers des habitants vivent sous le seuil de pauvreté. Dans le même temps, 10 % de la population détient 50 % des richesses du pays. Ce pays est également durement touché par l'épidémie de sida : c'est en effet le pays le plus touché du globe. Les difficultés sont également visibles dans les dépenses étatiques : le déficit budgétaire atteignait encore en 2003, 101 millions de dollars. L'inflation atteignait elle 7,3 % devant celle que connaît la Namibie.
Un cercle économique de 15 000 hommes d'affaires s'octroie l'essentiel des richesses du pays. Ce cercle comprend des investisseurs sud-africains venus trouver en Eswatini une main-d’œuvre trois fois moins chère et un groupe de chefs d'entreprises blancs héritiers des colons britanniques.
Les services publics sont très peu développés : le pays ne dispose que de douze ambulances publiques, les écoles primaires n'assurent généralement plus la cantine et les pharmacies disparaissent. Les sommes allouées au roi Mswati III pour ses dépenses de fonction représentent 8 % du budget national. Les forces de police reçoivent 5 % du budget, tout comme les forces armées.

## Exploitation minière
La principale source de devises du pays est la mine d’amiante de Bulembu, mais sa production a fortement diminué. Des diamants, du minerai de fer et de l’or ont également été découverts par le passé, mais l’absence de politique d’investissement et de développement a affaibli le potentiel de la région.
Bien que moins de 1 000 Swazis soient directement employés dans le secteur minier, de nombreux travailleurs eswatiniais transformaient le bois issu des vastes forêts de pins du pays pour des mines en Afrique du Sud, et environ 10 000 à 15 000 Swazis étaient employés dans les mines sud-africaines. Leurs contributions à l’économie de l’Eswatini par le biais du rapatriement des salaires ont toutefois été diminuées par l’effondrement du marché international de l’or et les licenciements en Afrique du Sud.

## Notes et références

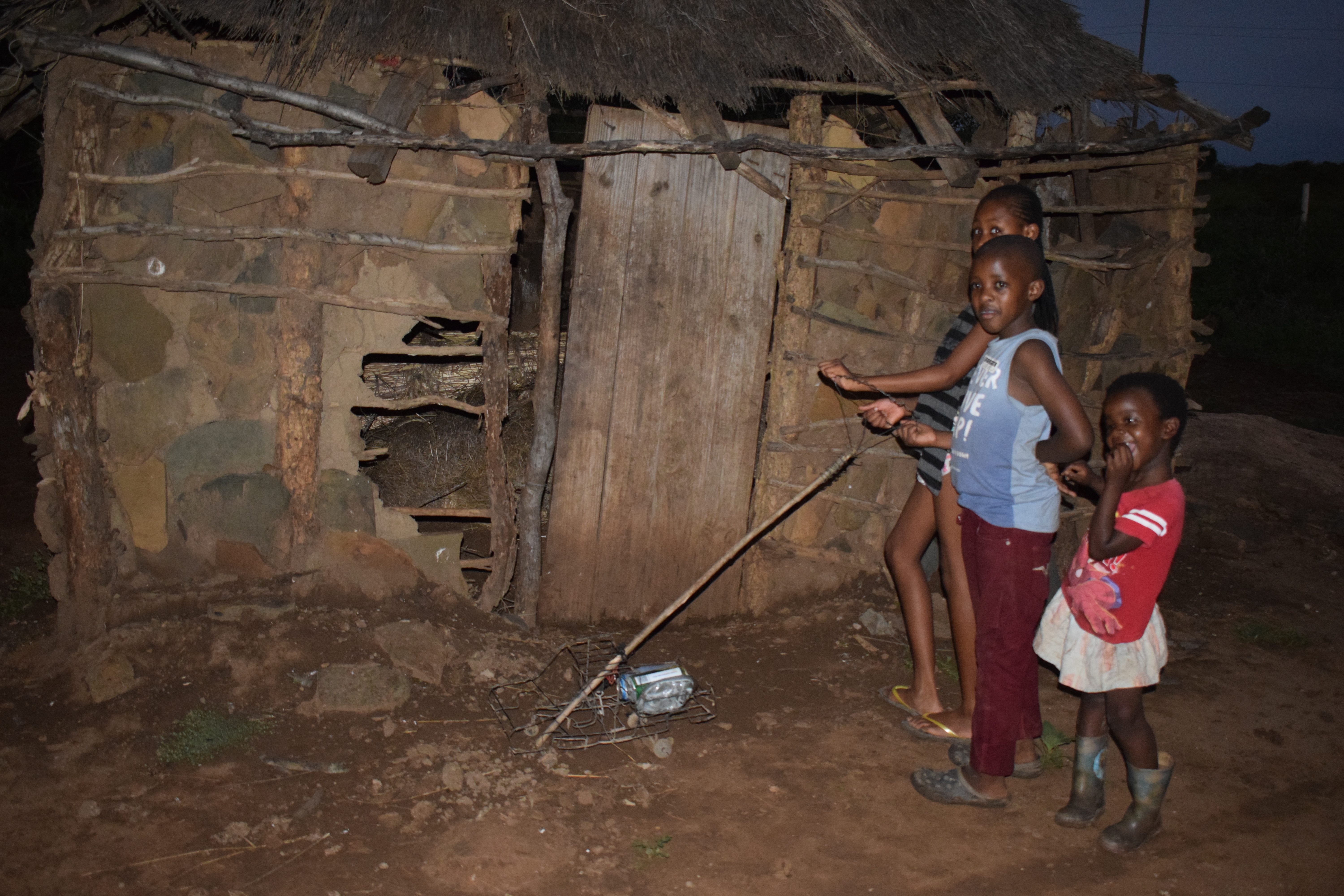
Enfants jouant devant une habitation traditionnelle.